# Fram2
Fram2 är uppdragsbeteckningen för en privat finansierad bemannad rymdfärd med en Dragon 2-rymdfarkost från SpaceX. Besättning bestod av helt civila personer och finansierades av Chun Wang. Farkosten sköts upp med en Falcon 9-raket från Kennedy Space Center LC-39A, den 1 april 2025.
Flygningens mål var att bli den första bemannade flygningen i polär omloppsbana runt jorden. Flygningen är uppkallad efter det norska polarforskningsfartyget Fram.
Farkosten landade i Stilla havet utanför Oceanside, Kalifornien den 4 april 2025.

## Besättning
| Befälhavare        | Chun Wang Hans första rymdfärd            |
| Pilot              | Jannicke Mikkelsen Hennes första rymdfärd |
| Uppdragsspecialist | Eric Philips Hans första rymdfärd         |
| Uppdragsspecialist | Rabea Rogge Hennes första rymdfärd        |